# UCI Africa Tour 2017
Die UCI Africa Tour 2017 ist die 13. Austragung des zur Saison 2005 vom Weltradsportverband UCI eingeführten afrikanischen Straßenradsport-Kalenders unterhalb der UCI WorldTour, der zu den UCI Continental Circuits für Männer gehört.
Die Eintagesrennen und Etappenrennen der UCI Africa Tour sind in drei UCI-Kategorien (HC, 1 und 2) eingeteilt. Bei jedem Rennen werden Punkte für eine Gesamtwertung der Fahrer, Mannschaften und Nationen vergeben. An der Mannschaftswertung nehmen die Professional Continental Teams und die Continental Teams teil, nicht jedoch die startenden UCI WorldTeams. An der Nationenwertung nehmen nur die Nationen des Kontinents teil, gezählt werden aber die Ergebnisse aller Circuits.

Zu den Regeln der einzelnen Ranglisten: 

## Oktober
| Datum  | Rennen       | Kat. | Sieger          | Team |
| ------ | ------------ | ---- | --------------- | ---- |
| 28.-6. | Tour du Faso | 2.2  | Harouna Ilboudo |      |

## November
| Datum   | Rennen         | Kat. | Sieger            | Team                       |
| ------- | -------------- | ---- | ----------------- | -------------------------- |
| 13.–20. | Tour of Rwanda | 2.2  | Valens Ndayisenga | Dimension Data for Qhubeka |

## Februar
| Datum  | Rennen                                                | Kat. | Sieger             | Team                  |
| ------ | ----------------------------------------------------- | ---- | ------------------ | --------------------- |
| 3.     | Les Challenges de la Marche Verte – GP Sakia El Hamra | 1.2  | Ahmed Galdoune     |                       |
| 5.     | Les Challenges de la Marche Verte – GP Oued Eddahab   | 1.2  | Ivan Balykin       | Torku Şekerspor       |
| 6.     | Les Challenges de la Marche Verte – GP Al Massira     | 1.2  | Ahmet Örken        | Torku Şekerspor       |
| 9.     | Challenge du Prince – Trophee Princier                | 1.2  | Thomas Vaubourzeix | Nice Pro Cycling Team |
| 11.    | Challenge du Prince – Trophee de l'Anniversaire       | 1.2  | Umberto Marengo    |                       |
| 12.    | Challenge du Prince – Trophee de la Maison Royale     | 1.2  | Ahmed Galdoune     |                       |
| 16.    | Afrikameisterschaft – Einzelzeitfahren                | CC   | Meron Teshome      | Eritrea               |
| 19.    | Afrikameisterschaft – Straßenrennen                   | CC   | Willie Smit        | Südafrika             |
| 27.-5. | La Tropicale Amissa Bongo                             | 2.1  | Yohann Gène        | Direct Énergie        |

## März
| Datum   | Rennen           | Kat. | Sieger           | Team     |
| ------- | ---------------- | ---- | ---------------- | -------- |
| 11.–19. | Tour du Cameroun | 2.2  | Nikodemus Holler | Bike Aid |

## April
| Datum   | Rennen                            | Kat. | Sieger             | Team                             |
| ------- | --------------------------------- | ---- | ------------------ | -------------------------------- |
| 7.–16.  | Tour du Maroc                     | 2.2  | Anass Ait el Abdia | Marokko                          |
| 15.     | Fenkil Northern Red Sea Challenge | 1.2  | Pierpaolo Ficara   | Amore & Vita-Selle SMP-Fondriest |
| 16.     | Massawa Circuit                   | 1.2  | Simon Musie        |                                  |
| 18.–22. | Tour of Eritrea                   | 2.2  | Zemenfes Solomon   |                                  |
| 21.–29. | Senegal-Rundfahrt                 | 2.2  | Islam Mansouri     |                                  |
| 23.     | Asmara Circuit                    | 1.2  | Michael Habtom     |                                  |

## Mai
| Datum   | Rennen          | Kat. | Sieger          | Team |
| ------- | --------------- | ---- | --------------- | ---- |
| 10.–14. | Tour de Tunisie | 2.2  | Matthias Legley |      |

## August
| Datum  | Rennen                                  | Kat. | Sieger      | Team      |
| ------ | --------------------------------------- | ---- | ----------- | --------- |
| 28.-2. | Tour Meles Zenawi for Green Development | 2.2  | Willie Smit | Südafrika |

## September
| Datum   | Rennen                   | Kat. | Sieger        | Team          |
| ------- | ------------------------ | ---- | ------------- | ------------- |
| 10.–16. | Tour Ivoirien de la Paix | 2.2  | Dieter Bouvry | Team Flandern |

## Oktober
| Datum   | Rennen                  | Kat. | Sieger         | Team |
| ------- | ----------------------- | ---- | -------------- | ---- |
| 12.–15. | Grand Prix Chantal Biya | 2.2  | Clovis Kamzong |      |

## Gesamtwertung
(Endstand: 17. Oktober 2017)
| Platz | Fahrer            |           | Team | Punkte |
| ----- | ----------------- | --------- | ---- | ------ |
| 1.    | Willie Smit       | Sudafrika |      | 353    |
| 2.    | Meron Abraham     | Eritrea   |      | 344    |
| 3.    | Ahmed Galdoune    | Marokko   |      | 283    |
| 4.    | Merone Teshome    | Eritrea   | BAI  | 247    |
| 5.    | Valens Ndayisenga | Ruanda    | TIR  | 178    |

| Platz | Team                       |             | Punkte |
| ----- | -------------------------- | ----------- | ------ |
| 1.    | Bike Aid                   | Deutschland | 590    |
| 2.    | Dimension Data for Qhubeka | Sudafrika   | 370    |
| 3.    | Torku Şekerspor            | Turkei      | 196    |
| 4.    | VIB Bikes                  | Bahrain     | 192    |
| 5.    | Direct Énergie             | Frankreich  | 190    |

| Platz | Nation    | Punkte |
| ----- | --------- | ------ |
| 1.    | Eritrea   | 1683   |
| 2.    | Südafrika | 1239   |
| 3.    | Marokko   | 1041,5 |
| 4.    | Ruanda    | 671    |
| 5.    | Algerien  | 574    |